# Zülpich
Zülpich este un oraș din landul Renania de Nord - Westfalia, Germania.

## Populația cartierelor orașului Zülpich
Numărul de locuitori la data de 31 decembrie 2010.
1. ↑  Alle politisch selbständigen Gemeinden mit ausgewählten Merkmalen am 31.12.2018 (4. Quartal) (în germană), Statistisches Bundesamt[*], arhivat din original la 10 martie 2019, accesat în 10 martie 2019